# 比西耶尔加朗
比西耶尔加朗（法語：Bussière-Galant，法語發音：[bysjɛʁ ɡalɑ̃]）是法国新阿基坦大区上维埃纳省的一个市镇，属于利摩日区。

## 地理
比西耶尔加朗（45°37'38"N, 1°2'13"E）面积53.86 平方千米，位于法国新阿基坦大区上维埃纳省，该省份为法国中西部省份，北起顺时针与安德尔省、克勒兹省、科雷兹省、多爾多涅省、夏朗德省和维埃纳省接壤。
与比西耶尔加朗接壤的市镇（或旧市镇、城区）包括：帕雅斯、大瑞米亚克、菲尔贝、圣皮埃尔德弗吕日、圣普列斯特-莱富热尔、莱卡尔、沙吕、杜尔纳扎克、拉迪尼亚克勒隆、里亚克拉斯图尔、圣伊莱尔莱普拉斯。

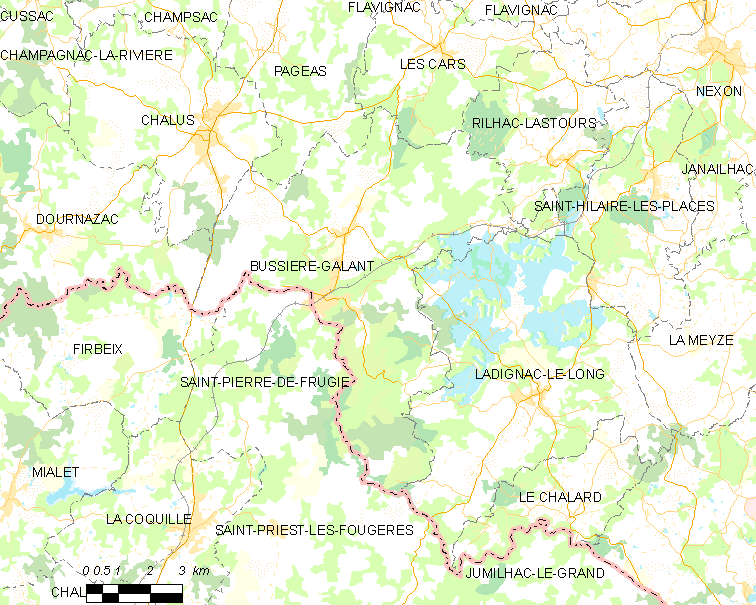
比西耶尔加朗的OSM定位图

比西耶尔加朗的时区为UTC+01:00、UTC+02:00（夏令时）。

## 行政
比西耶尔加朗的邮政编码为87230，INSEE市镇编码为87027。

## 政治
比西耶尔加朗所属的省级选区为圣伊里耶拉佩尔什县。

## 人口

1962-2008年间比西耶尔加朗人口变化图示

比西耶尔加朗于2022年1月1日时的人口数量为1284人。